# Саритомар
Саритома́р (каз. Сарытомар) — село у складі району Магжана Жумабаєва Північноказахстанської області Казахстану. Входить до складу Магжанського сільського округу.
Населення — 216 осіб (2021; 279 у 2009, 416 у 1999, 459 у 1989).
Національний склад станом на 1989 рік:
- казахи — 100 %.

Колишня назва — Сартомар.